# Аксёнова, Ирина Степановна
Ирина Степановна Аксёнова (18 января 1931, Таганрог — 19 января 2009, Москва) — советский и российский лингвист, исследователь языков банту.

## Биография
Окончила в 1953 г. Московский государственный институт иностранных языков как преподаватель немецкого языка. С 1954 по 1960 г. работала в Издательстве литературы на иностранных языках, где в языковой группе при арабской редакции начала изучать язык суахили. С 1960 г. работала редактором вещания на страны Африки в Госкомитете радиовещания и телевидения.
В 1961-1965 гг. училась в аспирантуре Института Африки АН СССР.
С 1966 г. до конца жизни работала в секторе (позднее отделе) африканских языков Института языкознания АН СССР / РАН.
Автор многочисленных сопоставительных работ по языковой группе банту и по отдельным языкам этой группы. Крупнейший специалист по бантускому глаголу и глагольному синтаксису.

## Основные работы
- Аксенова И.С. 1972. Значение направительного суффикса в языках банту // Типология глагола в африканских языках. С. 3-72
- Аксенова И.С. 1973. Семантико-синтаксические характеристики направительной формы глагола в языках банту. Дисс. ... канд. филол. наук. М.: ИЯз АН СССР.
- Аксенова И.С. 1977. Именные классы языка курия // Младописьменные языки Африки. Вопросы фонологии и грамматики. М.: Наука. С. 41-85.
- Аксенова И.С., Топорова И.Н. 1981. Тексты курия. Тексты гусии // Младописьменные языки Африки. Материалы к лексическому описанию. М.: Наука.
- Аксенова И.С. 1982. Семантические типы предикатов в языках гусии и курия // Семантические типы предикатов. М.: Наука. С. 265-306.
- Аксенова И.С., Ветошкина Т.Л., Журинский А.Н. 1984. Классы слов в языках Африки. М.: Наука.
- Аксенова И.С. 1984. Тексты гусии // Африканская сказка. Материалы к изучению языка африканского фольклора. М.: Наука. С. 105-204.
- Аксенова И.С., Топорова И.Н. 1990. Введение в бантуистику. М.: Наука.
- Аксенова И.С., Топорова И.Н. 1994. Язык курия. М.: Восточная литература.
- Аксенова И.С. 1997. Категории вида, времени и наклонения в языках банту. М.: Наука.
- Аксенова И.С., Оссете И.А., Топорова И.Н. 1997. Сказки аква // Язык африканского фольклора. Африканская сказка II. С. 15-135, 307-347.
- Аксенова И.С. 2000. Морфонология глагола в языках банту // Основы африканского языкознания. Морфемика. Морфонология. М.: Восточная литература. С. 46-104.
- Аксенова И.С., Топорова И.Н. 2002. Грамматика языка аква. М.: УРСС.
- Аксенова И.С. 2003. Глагол в языках банту // Основы африканского языкознания. Глагол. М.: Восточная литература. С. 141-180.
- Аксенова И.С., Топорова И.Н. 2005. Грамматика языка лаади. М.: Гуманитарий.
- Аксенова И.С., Нанителамио Ф., Топорова И.Н. 2005. Сказки лаади // Африканская сказка III. К исследованию языка фольклора. М.: Восточная литература. С. 6-116.
- Аксенова И.С., Топорова И.Н. 2008. Грамматика языка гусии. М.: Academia.
- Аксенова И.С. 2008. Лексические источники показателей вида, времени и модальности в языках банту // Основы африканского языкознания. Лексические подсистемы. Словообразование. М.: Academia. С. 13-122.
- Аксенова И.С. 2010. Типы интродуктивных конструкций в языках банту // Основы африканского языкознания. Синтаксис именных и глагольных групп. М.: Academia. С. 81-166.